# خلیج قورا

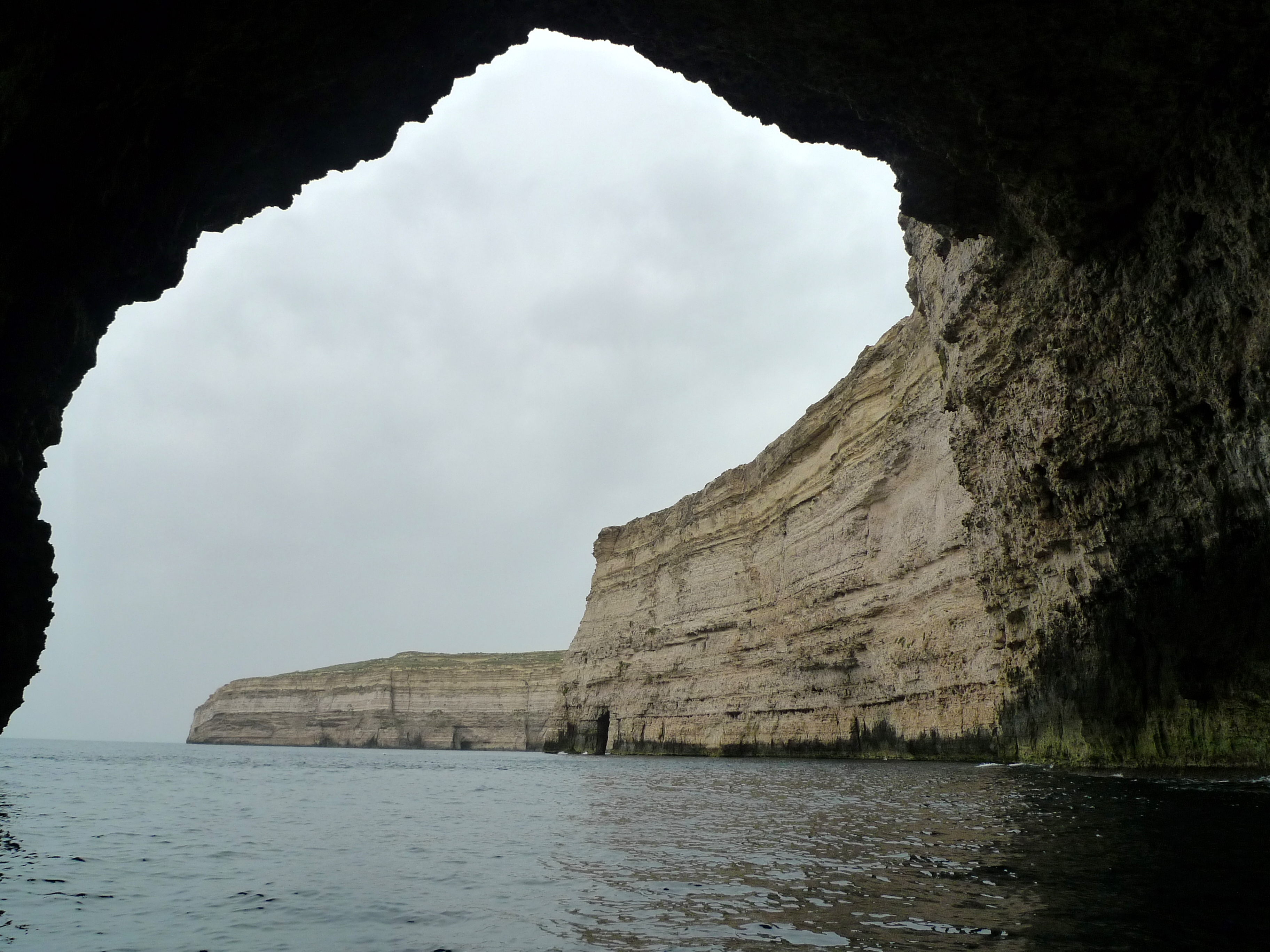

خلیج دوجرا یا قورا خلیج کوچکی است که در غرب گوزو (غودش) در نزدیکی شهر القورا واقع شده است. این خلیج به خاطر صخره قارچ در کنارهٔ آن معروف است. جزیره‌ای که در آن قارچ خونین گرزیان (به زبان مالتی Għerq tal-Ġeneral - غرقة الجنرال) رشد می‌کند. دوره‌ای بود که این قارچ بسیار مورد توجه قرار گرفت و نادر بودن، آن را بسیار گران کرد. شوالیه‌های سنت جان اورشلیم انحصار برداشت و تجارت آن را داشتند.